# Kidulthood
Pour plus de détails, voir Fiche technique et Distribution.
Kidulthood est un film britannique réalisé par Menhaj Huda, sorti en 2006.

## Synopsis
Le film suit un groupe d'adolescents défavorisés dans la banlieue ouest de Londres.

## Fiche technique
- Titre : Kidulthood
- Réalisation : Menhaj Huda
- Scénario : Noel Clarke
- Musique : The Angel
- Photographie : Brian Tufano
- Montage : Victoria Boydell
- Production : Menhaj Huda, George Isaac et Damian Jones
- Société de production : Stealth Films, Cipher Films et TMC Films
- Pays :  Royaume-Uni
- Genre : Drame et romance
- Durée : 89 minutes
- Dates de sortie : 
  -  Royaume-Uni : 3 mars 2006

## Distribution
- Aml Ameen : Trife
- Red Madrell : Alisa
- Noel Clarke : Sam
- Adam Deacon : Jay
- Jaime Winstone : Becky
- Femi Oyeniran : Moony
- Madeleine Fairley : Claire
- Rebecca Martin : Katie
- Nicholas Hoult : Blake
- Adem Bayram : Vinnie
- Stephanie Di Rubbo : Shaneek
- Queen Kate Ajike : Carleen
- Medhavi Patel : Sophie
- Ben McKay : le rappeur
- Cornell John : oncle Curtis
- Rafe Spall : Lenny
- Kate Magowan : Stella
- Pierre Mascolo : Andreas
- Ray Panthaki : Mark
- Christopher Villiers : M. Fineal
- Ortis Deley : Derek
- Hannah Miles : Mme. Fineal
- Leila Bertrand : la mère d'Alisa
- Stephen Taylor : Rupert
- Tom Burroughs : Hamish
- Cleo Sylvestre : la mère de Sam

## Distinctions
Lors des British Independent Film Awards, le film a reçu le Douglas Hickox Award et a été nommé pour le prix de la meilleure production. Il a également remporté le prix du meilleur scénario au Festival du film britannique de Dinard 2006.